# Слонімський Сергій Михайлович
Сергі́й Миха́йлович Слоні́мський (рос. Серге́й Миха́йлович Слони́мский) (12 серпня 1932, Ленінград — 9 лютого 2020, С.-Петербург) — радянський і російський композитор, музикознавець, піаніст, педагог. Заслужений діяч мистецтв РРФСР (1978). Народний артист РРФСР (1987). Лауреат Державної премії РРФСР ім. Глінки (1983) і Державної премії РФ (2002). Дійсний член Російської академії освіти (з 1993 року).

## Біографічні відомості
Син письменника М. Л. Слонімського. Закінчив Ленінградську консерваторію, в якій тепер викладає. Учень Анни Артоболевської.
Автор ряду опер, симфоній, прелюдій і фуг для фортепіано, симфонічних, камерних і хорових творів, романсів, музики й пісень. Співробітничав з кінорежисером Г.Полокою («Республіка ШКІД» (1966), «Інтервенція» (1968)).
Член Спілки композиторів СРСР з 1957 року. Кандидат мистецтвознавства (1963). Лауреат премії уряду Санкт-Петербурга (1996).

## Творчий доробок
Найвідоміші музичні твори:
- опери «Вірінея», «Майстер і Маргарита» (по М. А. Булгакову, 1970-72),
- балет «Ікар» (1971),
- кантата «Голос із хора»
- симфонія (1958),
- Концерт-буфф для камерного оркестра (1966),
- струнний квартет «Антифони» (1968),
- вокальні цикли,
- фортепіанна соната.

Музикознавчий труд:
- Симфонии Прокофьева, М. — Л., 1964.

## Фільмографія
- «Перед судом історії» (1964)
- «Республіка ШКІД» (1966)
- «Таємнича стіна» (1967)
- «Інтервенція» (1968)
- «Моє життя» (1972)
- «Про тих, кого пам'ятаю і люблю» (1973)
- «Іван і Коломбіна» (1975) та ін.